# Антистатик
Антистатик — вещество, используемое для предотвращения длительного сохранения статических электрических зарядов, образующихся в результате трения на поверхности предметов. Антистатик удерживает влагу и тем самым повышает концентрацию ионов вблизи поверхности предметов. Антистатиками являются сажа, угольная пыль, натуральные волокна. Использование антистатиков заключается в нанесении их малых количеств на поверхность предметов, например, одежды, ковров, покрывал с целью предотвращения прилипания их поверхностей друг к другу и пыли к поверхностям.